# 마르셀 프티오
마르셀 앙드레 앙리 펠릭스 프티오(프랑스어: Marcel André Henri Félix Petiot, 1897년 1월 17일 ~ 1946년 5월 25일)는 27명의 유대인을 살해한 프랑스의 연쇄살인범이다. 프티오는 레지스탕스의 일원인척 하면서 유태인을 프랑스에 탈출시킨다고 속인뒤 집에 찾아온 사람들을 주사를 맞인뒤 자신이 특별히 만들어놓은 방으로 데려가서 몰래 뚫어놓은 구멍을 통해 그들이 죽는 장면을 보고난후 시체를 소각장에서 처리했다.
1944년, 그의 집 굴뚝에서 악취를 풍기는 검은 연기가 뿜어져나온다는 신고를 받고 소방관들이 그의 집을 조사했다. 결국 프티오의 집 난로에서는 사람의 팔다리가 발견되었고, 지하실에는 토막난 시체 27구가 장작더미처럼 쌓여 있는 것이 드러났다. 프티오는 자신이 레지스탕스의 일원이라는 주장을 굽히지 않았다. 그는 시체가 나치 군인들의 것이며, 레지스탕스들을 처치한 뒤 자신에게 처리를 맡겼다고 주장했다. 그러나 그는 법원의 배심원들을 설득하지는 못했다. 1946년 3월 프티오는 26명을 살해했다는 혐의로 단두대에 올랐다. 실제로 그의 손에 죽은 희생자의 수는 훨씬 많아서 약 150명에 이를 것으로 추정되었다.

## 같이 보기
- 존 보드킨 애덤스
- 헨리 하워드 홈스
- 해럴드 시프먼